# سی‌پی-۹۰۳٬۵۳۲
سی‌پی-۹۰۳،۵۳۲ (به انگلیسی: CP-532,903) با فرمول شیمیایی C۱۸H۱۹Cl۲N۷O۳ یک ترکیب شیمیایی با شناسه پاب‌کم ۱۰۴۷۹۰۰۲ است. که جرم مولی آن ۴۵۲٫۲۹۴ g/mol می‌باشد. 